# Gekko auriverrucosus
Gekko auriverrucosus är en ödleart som beskrevs av Zhou och Liu 1982. Gekko auriverrucosus ingår i släktet Gekko och familjen geckoödlor. Inga underarter finns listade i Catalogue of Life.
Arten är bara känd från en liten region i provinsen Shanxi i Kina. Den hittades vid 460 meter över havet. Regionen är ett kulturlandskap. Individerna vilar i mursprickor, under byggnadernas tak eller i liknande gömställen. De blir vid skymningen aktiva och har olika insekter som föda.
Hur skogsröjningar påverkar beståndet är inte känt. Några exemplar fångas och används i den traditionella medicinen. IUCN kategoriserar arten globalt som otillräckligt studerad.